# 증발하는 기체 구상체

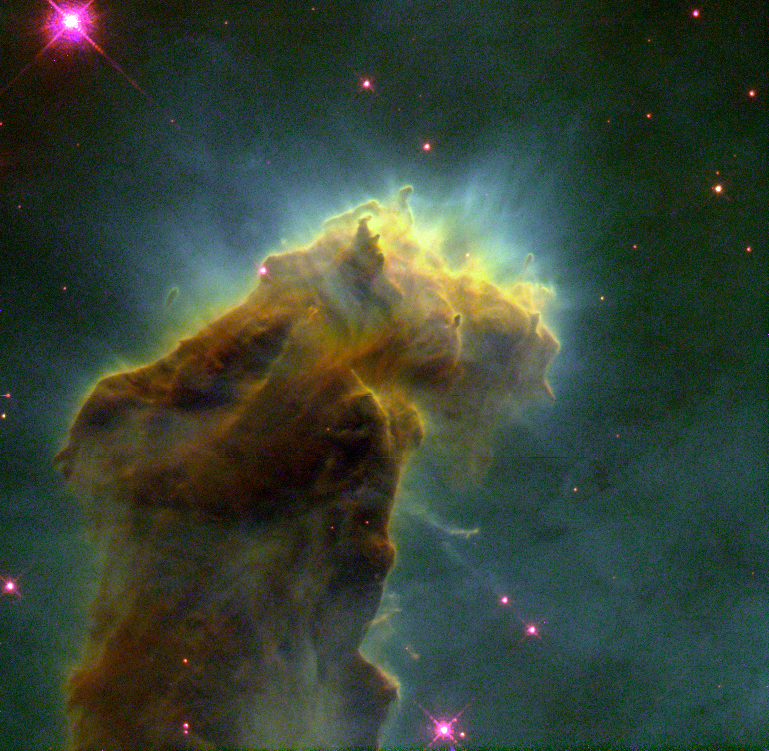
창조의 기둥의 머리 부분을 확대한 것. 여드름처럼 더덕더덕 튀어나온 것들이 EGG이다.

증발하는 기체 구상체(evaporating gas globule; EGG)란 외우주의 수소기체 영역의 일종으로, 다른 기체를 가려서 전리자외선으로부터 보호한다. 그 크기는 약 100 AU에 달한다. 기체밀도가 높은 영역이 EGG에 의해 보호되면, 별의 탄생이 일어나기 쉬워질 수 있다. EGG는 허블우주망원경이 1995년에 촬영한 사진에서 처음 결정적으로 판독되었다.
EGG는 새로 만들어지는 원시별의 이전 단계로 생각된다. EGG의 내부는 그 주위의 먼지구름과 비교해 기체와 먼지의 농도가 더 짙다. 때문에 중력이 작용해 EGG 주위로 구름이 더욱 빽빽하게 모이고, EGG는 주위 물질을 계속 끌어당기게 된다. 구름의 밀도가 점점 커지면서, 구상체 외부 층의 무게 아래가 뜨거워지면, EGG 내부에서 원시별이 형성된다.
원시별이 항성으로 크기에는 질량이 너무 적으면 갈색왜성이 된다. 원시별이 충분한 질량을 가지고 있으면, 밀도가 충심의 온도가 1천만 켈빈을 넘어가는 임계 수준에 도달한다. 이 지점에서, 핵융합 반응이 수소를 헬륨으로 전환시키며 막대한 양의 에너지를 발산하기 시작한다. 원시별은 항성이 되고 HR도표상의 주계열에 합류한다.